# Remus Wilson
Remus Bo Vilson, ursprungligen Kaj Bo Vilson, född 12 maj 1940 i Solna församling, är en svensk målare, tecknare och skulptör. Han är verksam under namnet Remus Wilson. I 25 år hade Wilson ateljé på Italienska palatset i Växjö.
Wilson är son till Bo Vilson och brorson till Dagny Schönberg. Han bytte i vuxen ålder förnamn till Remus. Han studerade några terminer vid Slöjdföreningens skola i Göteborg 1959-1964, men hoppade av utbildningen för att arbeta som konstnär. Tillsammans med Monica Lundwall ställde han ut i Lysekil 1964, Separat har han ställt ut i bland annat Torsby och på Karlskoga konsthall. Han blev inbjuden att medverka i Grupp Nordvärmlands utställning i Torsby 1965.
Hans konst består av skulpturer och landskapsmotiv i olja, akvarell, pastell, teckning och färgträsnitt.

## Separatutställningar i urval
- 2005 – Italienska palatset
- 2009 – Västerviks museum
- 2018 – Vetlanda museum[3]

## Offentlig konst i urval
- 2007 – Stinsen, bronsskulptur, Rottne
- 2010 – Månträd, skulptur i cortenstål, Åbovägen, Växjö
- 2018 – Vägmärke, av cortenstål, glas och ljus, Mörrum[3]